# 雙棘裸南極魚
雙棘裸南極魚，為輻鰭魚綱鱸形目南極魚亞目棘劫魚科的其中一種，分布於南美洲巴塔哥尼亞、史丹頓島、福克蘭群島等海域，棲息深度40-50公尺，體長可達7公分，棲息在近海，為底棲性魚類，屬肉食性，以小型甲殼類為食。

## 擴展閱讀
維基物種上的相關：雙棘裸南極魚